# Интегрална оптика
Интегралната оптика е клон на оптиката, който се занимава с предаването на оптични вълни през планарни оптични вълноводи. В по-широк смисъл интегралната оптика е клон на съвременната оптика, който изучава процесите на разпространение на оптични вълни в планарни тънкослойни диелектрични вълноводи, проблемите на въвеждането (извеждането) на лъчението в такива вълноводи, както и проблемите на генерирането и откриването на светлинни лъчи в такива вълноводи и тяхното управление с цел създаване на нови оптични интегрални схеми, които са подобни по своята функционалност на съществуващите електронни полупроводникови интегрални схеми. 

## История на формирането на интегралната оптика
Терминът „интегрална оптика“ се появява в края на 60-те години на ХХ век. Изданието от септември 1969 г. на The Bell System Technical Journal публикува статия от С. Милър „Интегрирана оптика: Въведение“, която показва раждането на нова област на приложната физика и радиоелектрониката – интегрална оптика.
Основните елементи на интегралната оптика са оптичните планарни вълноводи. Диелектричните равнинни вълноводи са били добре познати много преди 1969 г. Развитието им продължава от 1910 г. По това време те са били използвани в микровълновата технология и едва през 1965 г. Андерсън и неговата група, използвайки фотолитографски техники, създават първите тънкослойни вълноводи, както и други планарни компоненти и схеми за работа в инфрачервената област на спектъра. Те използват термина „квазимикровълнова оптика“ за тази първа разработена техника. Успоредно с разработването на диелектрични тънкослойни вълноводи са проведени изследвания на техните характеристики. 60-те години на миналия век могат да се считат за началото на изследването на различни явления в тънки диелектрични пластини. Въпреки че по това време са били извършвани за други цели, повечето от тези изследвания в крайна сметка са фокусирани върху проблеми, които днес принадлежат към областта на интегралната оптика.
Успоредно с разработването и изследването на планарни оптични вълноводи се извършва работа върху диелектрични оптични вълноводи с кръгло напречно сечение – оптични влакна, което също допринесе за повишаване на интереса към планарните оптични вълноводи. Докато разработването на вълноводи от оптични влакна се движи от тяхното приложение при предаване на светлина на дълги разстояния, производството на равнинни вълноводи се ръководи основно от приложения, включващи оптично разпространение на повърхностни вълни на къси разстояния. Такива приложения на равнинни вълноводи са довели до използването на оптични повърхностни вълни в процесорните схеми. Затова през 1968 г. се появяват термините „оптични интегрални процесори“ и „оптични интегрални схеми“. В резултат на редуцирането на тези изрази през 1969 г. възниква терминът „интегрална оптика“, който е въведен от Милър. Той не само измисля това име, но и поставя началото на интензивни изследвания в тази област.

## Предимства
За разлика от интегралната електроника, интегралната оптика използва не поток от електрони, а поток от фотони, тоест светлина, като носител на информация. От това следват основните предимства на интегралните оптични схеми: висока скорост, широка честотна лента, ниски оптични загуби и консумация на енергия, нечувствителност към електромагнитни смущения, както и малки размери, ниско тегло, по-ниска цена и нечувствителност към вибрации в сравнение с обемни оптични схеми.